# Stamnodes formosata
Stamnodes formosata är en fjärilsart som beskrevs av John Kern Strecker 1878. Stamnodes formosata ingår i släktet Stamnodes och familjen mätare. Inga underarter finns listade i Catalogue of Life.